# Hela Gewürzwerk Hermann Laue
Hela (Hela Gewürzwerk Hermann Laue GmbH) är en tillverkare av krydd- och såsblandningar. Företaget tillverkar bland annat kryddketschupvarianter, däribland curryketschup. Bolaget har utvecklat 1500 olika blandningar för korvsorter och bolaget tillverkar 30 000 ton ketschup per år. Huvudkontoret ligger i Ahrensburg.
Helas historia går tillbaka till bolaget Carl H. Rose & Co i Hamburg som grundades 1893 av Carl Heinrich Rose. Hermann Laue var lärling i företaget och övertog 1905 bolaget och gav det namnet Hermann Laue. Bolaget sysslade med kryddhandel. Efter andra världskriget tog Hermann Laues söner Kurt och Rudolf Laue över ledningen och en modernisering av bolaget startade. Bolaget började 1960 med portionsförpackningar av såser, kryddor och salter för internationella flygbolag och gastronomibranschen. Nu börjar satsningen på kryddblandningar och 1963 startade tillverkningen av kryddketschup med smakerna stark curry, Schaschlik och tomat. Bolaget har expanderat och har försäljning globalt och tillverkning i förutom Tyskland även i Frankrike och Kina. Bolaget ägs av familjen Laue.